# Говор, Дарья Сергеевна
Дарья Сергеевна Говор (род. 21 мая 1995 года) - российская прыгунья в воду.

## Карьера
Тренируется в Электростали. Её первым тренером была Н.Ю. Соколова. Ныне Дарью тренирует Т.Ю. Лавушкина.
На юниорском чемпионате Европы (2009, Будапешт) была третьей на 10-метровой вышке.
На чемпионате Европы 2011 года в Турин завоевала золото в синхронных прыжках с 10-метровой вышки (с Юлией Колтуновой)
На Универсиаде 2015 года в Кванджу стал победительницей в синхронном миксте. Её партнёром был Игорь Мялин.